# Rema Namakula
Rema Namakula, conocida también como Rema (Kampala, 24 de abril de 1991) es una cantante ugandesa.

## Primeros años y educación
Rema nació en el Hospital de Lubaga el 24 de abril de 1991, hija de Hamida Nabbosa y Mukiibi Ssemakula. Ingresó en la Primaria de Kitante y realizó sus estudios superiores en la Escuela Saint Balikudembe Senior, antes de ingresar en la Universidad de Kyambogo.

## Carrera
Durante sus vacaciones universitarias empezó a cantar karaoke. Más tarde se convirtió en corista de la artista ugandesa Halima Namakula, quien se convirtió en su mentora. Más adelante realizó coros para el reconocido músico de reagge Bebe Cool. En 2013, Bebe Cool vio una entrevista en televisión en la que Rema manifestaba su deseo de grabar un álbum como solista. Debido a este hecho, Bebe la sacó de la alineación de su banda. Como cantante solista, ese mismo año publicó la canción "Oli Wange", escrita por Nince Henry.
En 2016, Rema Namakula fue seleccionada para representar a Uganda en la cuarta temporada del programa Coke Studio Africa 2016. Otros artistas ugandeses seleccionados fueron Lydia Jazmine, Eddy Kenzo y Radio and Weasel. Otros participantes en el evento fueron 2Baba de Nigeria y Trey Songz de los Estados Unidos.

## Plano personal
Rema Namakula inició una relación con el mencionado artista ugandés Eddy Kenzo. El 26 de diciembre de 2014, Rema Namakula dio a luz a una hija. Kenzo, quien tiene una hija de una relación previa, reconoció que era el padre y bautizó a la recién nacida como Aamaal Musuuza.

## Discografía

### Sencillos
- "Oli Wange"
- "Lean On Me"
- "Lowooza Kunze"
- "Deep in Love"
- "Muchuuzi"
- "Atuuse"
- "Kukaliba"
- "Fire Tonight"
- "Ceaze and Sekkle"
- "Banyabo"[8]

## Premios y reconocimientos
- Cuatro categorías en los HiPipo Music Awards 2013[9]

- Tres categorías en los HiPipo Music Awards 2014[10]